# Гамбит Блэкберна
Гамбит Блэкберна — шахматный дебют, начинающийся ходами: 
 1. e2-e4 e7-e5 
 2. Кg1-f3 Кb8-c6 
 3. Сf1-c4 Кc6-d4?!
Относится к открытым началам.

## История
Дебют назван по имени английского шахматиста конца XIX — начала XX вв. Джозефа Блэкберна, который применял данное начало в играх на деньги (шиллинги) против любителей. Отсюда альтернативное название — «Шиллинговый гамбит Блэкберна». В начале XX века дебют встречался в партиях сербского шахматиста Б.Костича, вследствие чего данное начало также получило название «Гамбит Костича».

## Идеи дебюта
Ход 3. …Кc6-d4?! противоречит принципам дебютного развития, чёрные дважды ходят одной и той же фигурой в начале игры, что приводит к потере темпа, однако рассчитывают завлечь неприятеля в ловушку. Неопытные игроки зачастую продолжают 4. Кf3:e5, стремясь выиграть пешку и одновременно создать угрозу пункту f7, а чёрные взамен получают возможности для эффектной и успешной атаки. В то же время при правильной игре белые не только не испытывают затруднений, но и получают возможность опередить соперника в развитии. Поэтому для гроссмейстерских турниров данный дебют не характерен, зато встречается в партиях любителей.

## Варианты
- 4. Кf3:e5 Фd8-g5 — основная идея гамбита. (См. примерные партии)
- 4. 0—0 либо 4. Кf3:d4 e5:d4 5. 0—0 — белые получают перевес в развитии и дебютную инициативу.

## Примерные партии
- Гарри Моклок — Бора Костич, Кёльн, 1911[1]

1. e2-e4 e7-e5 2. Кg1-f3 Кb8-c6 3. Сf1-c4 Кc6-d4?! 4. Кf3:e5 Фd8-g5 5. Кe5:f7 Фg5:g2 6. Лh1-f1 Фg2-e4+ 7. Сc4-e2 Кd4-f3×
- Коцелек — Хольцман, 1929[2]

1. e2-e4 e7-e5 2. Кg1-f3 Кb8-c6 3. Сf1-c4 Кc6-d4?! 4. Кf3:e5 Фd8-g5 5. Кe5:f7 Фg5:g2 6. d2-d3 Фg2:h1+ 7. Kрe1-d2 Фh1-g2 8. Кf7:h8 Фg: f2+ 0-1 Мат неизбежен. 
Возможные продолжения: 

9. Крd2-c3 Кd4-e2+ 
10. Крc3-b3 Фf2-b6+ 11. Крb3-a4 Фb6-b4×.
10. Крc3-d2 10. …Cf8-b4+ 11. c2-c3 Ke2:c3+ 12. Фd1-e2 Фf2:e2×.
- Диана Мюллер — Сюзанна Пипер, 1988[3]

1. e2-e4 e7-e5 2. Кg1-f3 Кb8-c6 3. Сf1-c4 Кc6-d4?! 4. Кf3:e5 Фd8-g5 5. Кe5:f7 Фg5:g2 6. Кf7:h8 Фg2:h1+ 7. Сc4-f1 Фh1:e4+ 8. Сf1-e2 d7-d5 9. d2-d3 Кd4-f3+ 10. Kрe1-f1 Сc8-h3×